# Oamaru
Oamaru (Māori: Te Oha-a-Maru) är en stad i Nya Zeeland som ligger vid kusten i norra delen av regionen Otago på Sydön. Staden  är belägen norr om Cape Wanbrow som ger skydd mot dyningar från söder. Oamaru ligger 125 kilometer norr om Dunedin och 86 kilometer söder om Timaru. Staden hade 13 044 invånare vid folkräkningen 2013.